# Thelypteris rudiformis
Thelypteris rudiformis là một loài thực vật có mạch trong họ Thelypteridaceae. Loài này được (C. Chr.) A.R. Sm. miêu tả khoa học đầu tiên năm 1983.